# Maison de Hasan-Jalalyan
 (septembre 2022).
La maison de Hasan-Jalalyan (arménien : Հասան-Ջալալյաններ) était une dynastie arménienne, qui a gouverné la région de Khachen (Artsakh) à partir de 1214 dans ce qui sont maintenant les régions du bas Karabakh, du Haut-Karabakh et d'une petite partie de Syunik. Il a été nommé d'après Hasan-Jalal Dawla, un prince féodal arménien de Khachen. La famille Hasan-Jalalyan a su maintenir son autonomie tout au long de plusieurs siècles de domination étrangère de la région par les Turcs seldjoukides, les Perses et Mongols. Eux, ainsi que les autres princes et meliks arméniens de Khachen, se considéraient comme détenant le dernier bastion de l'indépendance arménienne dans la région et devaient rester indépendants pour éviter la disparition totale d'un état protégeant les arméniens dans la région.
Grâce à leur patronage de nombreuses églises et autres monuments, les Hasan-Jalalyans ont contribué à cultiver la culture arménienne dans toute la région. À la fin du XVIe siècle, la famille Hasan-Jalalyan s'était diversifiée pour établir des mélikats à Gulistan et Jraberd, en plus de leurs possessions d'origine dans le mélikats de Khachen. Avec les mélikats gouvernés séparément de Varanda et de Dizak, ces cinq principautés formaient les cinq Melikats, également connus sous le nom de Mélikats du Karabakh.

## Origines
Hasan-Jalal a retracé sa descendance à la dynastie arménienne Aranshahik, une famille qui a précédé l'établissement des Arsacides parthes dans la région,. Son patronyme arabe a fait couler beaucoup d'encre, mais il semblerait que les dynasties arméniennes aient aimé s'emparer de patronymes arabes sans aucun problème réel vis-à-vis de l'Eglise apostolique arménienne. L'ascendance d'Hasan-Jalal était "presque exclusivement" arménienne selon l'historien Robert H. Hewsen, professeur à l'Université Rowan et spécialiste de l'histoire du Caucase :

« In the male line, (1) the princes (who later became kings) of Siunik. Through various princesses, who married his ancestors, Hasan-Jalal was descended from (2) the kings of Armenia or the Bagratuni Dynasty, centered at Ani; (3) the Armenian kings of Vaspurakan of the Artsruni dynasty, centered in the region of Van; 4) the princes of Gardman; (5) the Sassanid dynasty of Persia, and (6) the Arsacids, the second royal house of Albania, itself a branch of (7) the kings of ancient Parthia. »

Une grande partie des racines familiales de Hasan-Jalal Dawla étaient ancrées dans un éventail complexe de mariages royaux avec de nouvelles et anciennes familles nakharar arméniennes. Le grand-père de Hasan-Jalal était Hasan I (également connu sous le nom de Hasan le Grand), un prince qui régnait sur la moitié nord de l'Artsakh.
En 1182, il démissionna de son poste de dirigeant de la région et entra dans la vie monastique à Dadivank, divisant sa terre en deux : la moitié sud (comprenant une grande partie de Khachen) revint à son fils aîné Vakhtank II (également connu sous le nom de Tangik) et la moitié nord est allé au plus jeune, Grégoire « le Noir ». Vakhtank II a épousé Khorishah Zakarian, qui était la fille de Sargis Zakarian, l'ancêtre de la lignée de princes Zakarid. Lorsqu'il épousa la fille du roi Aṛanshahik de Dizak-Balk, Mamkan, Hasan-Jalal hérita également des terres de son beau-père.
À la fin des années 1960 et dans les années 1970, les origines de Hasan-Jalal sont devenues une partie d'un débat plus large tournant autour de l'histoire de l'Artsakh entre les universitaires arméniens et azerbaïdjanais. En plus de la position défendue presque uniquement par les historiens azerbaïdjanais selon laquelle une grande partie de l'Artsakh à l'époque était sous une forte influence albanaise du Caucase, ils soutiennent également que la population et les monuments n'étaient pas d'origine arménienne mais albanaise du Caucase (cet argument a également été utilisé contre l'Arménie). Parmi les révisionnistes les plus en vue qui ont exposé ces points de vue figuraient Ziya Bunyadov et Farida Mamedova. Mamedova elle-même a affirmé que Hasan-Jalal, sur la base de son interprétation d'une inscription gravée dans le monastère de Gandzasar par le prince, était un Albanais du Caucase. Les historiens arméniens ainsi que des experts de la région tels que Hewsen, rejettent ses conclusions, ainsi que l'idée répandue en Azerbaïdjan selon laquelle les Arméniens ont "volé" la culture de l'Albanie du Caucase.
Le peuple albanais du Caucase semble en fait avoir disparu autour du IXe siècle à la suite des invasions perses et turciques dans l'actuel Azerbaïdjan, même si certaines poches démographiques ont pu subsister jusqu'au XVIe siècle.

## Règne sous Hasan-Jalal Dawla

### Culture
Avec la reddition d'Ani à l'Empire byzantin en 1045 et l'annexion byzantine de Kars en 1064, le dernier État arménien indépendant de l'Arménie historique, le royaume bagratide, a pris fin. Cependant, malgré la domination étrangère de la région, qui s'est accentuée après la défaite des Turcs seldjoukides contre les Byzantins à la bataille de Manzikert en 1071, les Arméniens de l'est de l'Arménie ont pu conserver leur autonomie dans les deux royaumes montagneux de Syunik et Lori et dans la Principauté. de Khachen. Du début au milieu du XIIe siècle, les armées géorgienne et arménienne coalisées dans le Royaume bagratide de Géorgie autour de l'alliance Zakaride/Tamar ont réussi à repousser les Turcs de l'Arménie orientale, établissant ainsi une période de paix et de prospérité relatives jusqu'à l'apparition des Mongols en 1236.
Khachen faisait partie de Syunik jusqu'à ce que de nombreuses invasions turques le séparent du reste du royaume. Le règne de la famille Hasan-Jalalyan s'est concentré autour des fleuves Terter et Khachenaget. La date de naissance de Hasan-Jalal est inconnue․ Son règne a commencé en 1214 et s'est terminé par sa mort entre 1261 et 1262 à Qazvin. Son domaine englobait à la fois l'Artsakh et les régions arméniennes environnantes. Lorsque son père Vakhtank mourut en 1214, Hasan-Jalal hérita de ses terres et s'installa dans un château à Akana à Jraberd. Il a été nommé avec les titres tagavor ou inknakal mais prit le titre officiel de "Roi d'Artsakh et de Balk" lorsqu'il épousa la fille du dernier roi de Dizak -Balk. L'historien arménien médiéval Kirakos Gandzaketsi a loué Hasan-Jalal dans son ouvrage Histoire de l'Arménie, le comblant de louanges pour sa piété et sa dévotion au christianisme :

« He was...a pious and God-loving man, mild and meek, merciful, and a lover of the poor, striving in prayers and entreaties like one who lived in the desert. He performed matins and vespers unhindered, no matter where he might be, like a monk; and in memory of the Resurrection of our Savior, he spent Sunday without sleeping, in a standing vigil. He was very fond of the priests, a lover of knowledge, and a reader of the divine Gospels. »

Un autre témoignage de cette dévotion comprenait la mise en service par Hasan-Jalal du monastère de Gandzasar. La construction du monastère a commencé en 1216 et a duré jusqu'en 1238. Le 22 juillet 1240, au milieu d'une grande fête lors des célébrations de Vardavar et en présence de près de 700 prêtres dont Nerses, le Catholicos d'Albanie, l'église fut consacrée. Le monastère est devenu la résidence et le sépulcre de la famille ainsi que la maison des catholicos ; à partir du XVe siècle, la famille a également monopolisé le contrôle du siège du Catholicos lui-même, qui y serait transmis d'oncle en neveu. Le fils de Hasan-Jalal, Jean VII, est considéré comme le premier à avoir établi cette pratique lorsqu'il est devenu Catholicos alors que son neveu, également nommé Jean, est devenu le second.
Malgré sa fidélité au christianisme, l'influence musulmane dans la région avait envahi et influencé la culture et les coutumes des chrétiens vivant en Géorgie et en Arménie, en particulier après l'invasion du Caucase par les Turcs seldjoukides. Le spécialiste de l'art byzantin Anthony Eastmond, par exemple, note que « de nombreuses manifestations extérieures du règne [de Hasan-Jalal] ont été présentées à travers les coutumes et les titres islamiques, notamment dans sa représentation de sa principale fondation de Gandzasar ». L'image de Hasan-Jalal sur le tambour du dôme de Gandzasar le fait assis les jambes croisées, ce qui, selon Eastmond, était un « dispositif prédominant pour représenter le pouvoir à la cour seldjoukide ». L'influence musulmane a également été observée dans le nom de Hasan-Jalal : comme une mode de l'époque, de nombreux Arméniens ont adopté des patronymes arabes (kunya) qui ont perdu tout « lien avec les noms arméniens d'origine ». Le nom arménien de Hasan-Jalal était Haykaz mais les mots arabes de son nom, en fait, décrivaient sa personne ; ainsi, Hasan signifiait beau; Jalal, grandiose ; Dawla, richesse et gouvernance.

### Synaxaire arménien de Hasan-Jalal
Gandzasar est devenu le foyer du premier Haysmavurk ( Synaxarion ) achevé en Arménie, une collection de calendriers de courtes vies de saints et de récits d'événements religieux importants. L'idée d'avoir un nouveau Haysmavurk mieux organisé est venue de Hasan-Jalal lui-même, qui a ensuite adressé sa demande au Père Israël (Ter-Israel), disciple d'un important philosophe médiéval arménien et natif d'Artsakh connu sous le nom de Vanakan Vardapet. Le Haysmavurk a été développé par Kirakos Gandzaketsi. Depuis que le Haysmavurk commandé par Hasan-Jalal est devenu connu sous le nom de "Synaxarion de Ter-Israël" ; il a été imprimé en masse à Constantinople en 1834.

### Invasion mongole

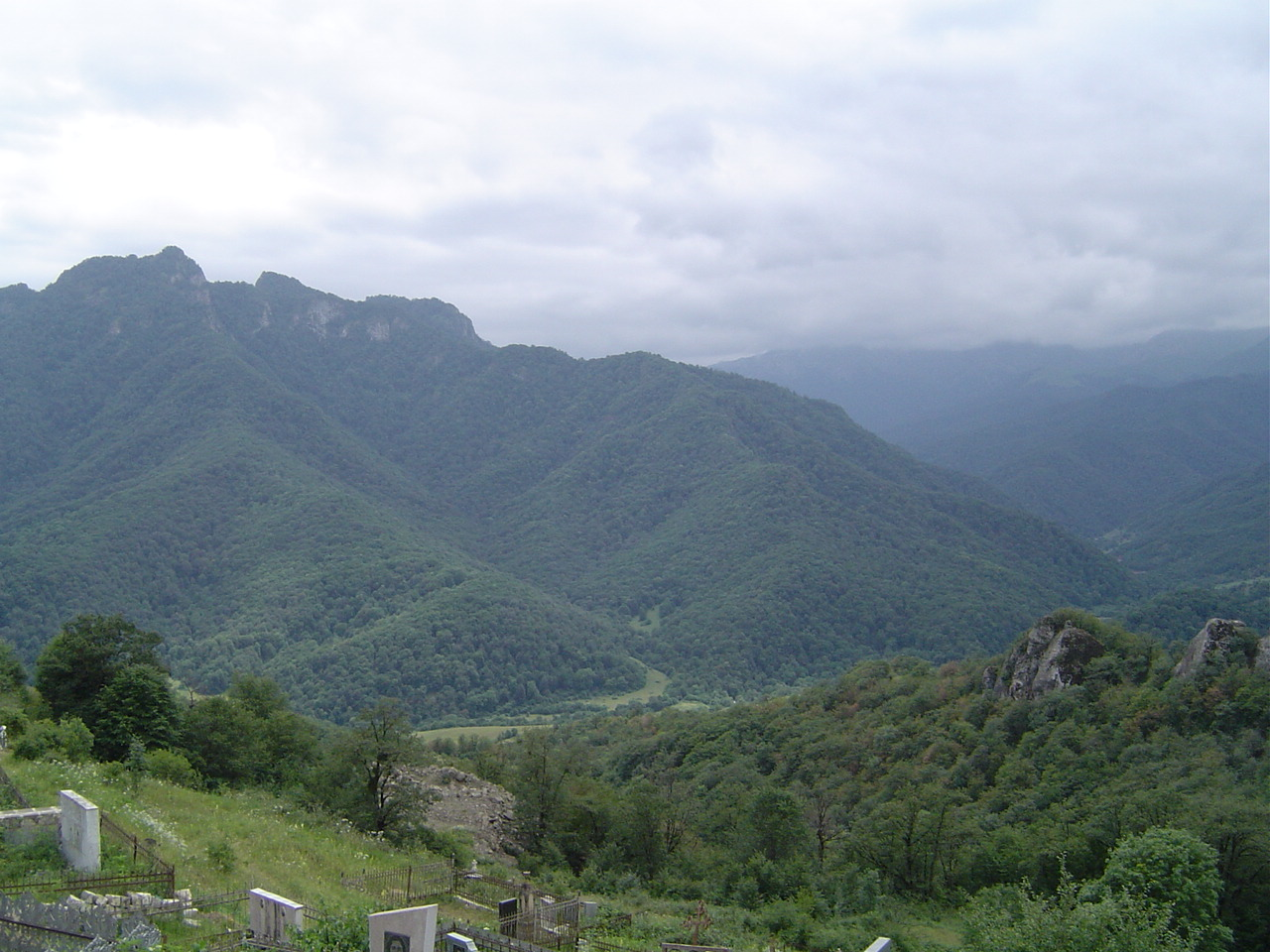
Les vestiges de la forteresse de Hasan-Jalal de Khokhanaberd, vue de Gandzasar, se trouvent sur la montagne à gauche.

En 1236, les armées mongoles d'Ilkhanate envahissent le Caucase. Avant d'entrer dans Khachen, Hasan Jalal et son peuple ont pu se réfugier à Ishkhanberd (situé directement au sud de Gandzasar ; également connu sous son nom persan de Khokhanaberd). Compte tenu de son emplacement formidable au sommet d'une montagne, les Mongols ont choisi de ne pas assiéger la forteresse et ont engagé des négociations avec Hasan-Jalal : ils ont échangé sa loyauté et son service militaire à l'Empire mongol en échange de certaines des terres adjacentes à Khachen qu'ils avaient. conquis. Plus tard, en 1240-1242, Hasan Jalal avait même frappé des pièces de monnaie de types mongols communs à Khachen sur les monnaies de "Qarabāgh" (à Khokhanaberd) et "Lajīn" (à Havkakhaghats berd).
Sentant le besoin de préserver son pouvoir, Hasan-Jalal s'est rendu deux fois à Karakorum, la capitale de l'empire mongol, où il a pu obtenir du khan au pouvoir des droits et privilèges spéciaux d'autonomie pour lui-même et les personnes sous son domaine. Malgré cet arrangement, les Mongols considéraient de nombreux habitants de la région avec mépris et les taxaient excessivement. Arghun Khan, l' ostikan régional mongol à l'époque, imposait tellement de restrictions aux Arméniens qu'en 1256, Hasan-Jalal se rendit à nouveau dans la capitale pour protester contre les empiètements sur le Catholicos Nerses. En réponse, Batu Khan a rédigé un document "garantissant la liberté à Lord Nerses, Katolikos d'Albanie, pour tous ses biens et biens, qu'il soit libre et non imposé et autorisé à voyager librement partout dans les diocèses sous son autorité, et que personne ne désobéisse ce qu'il a dit." 

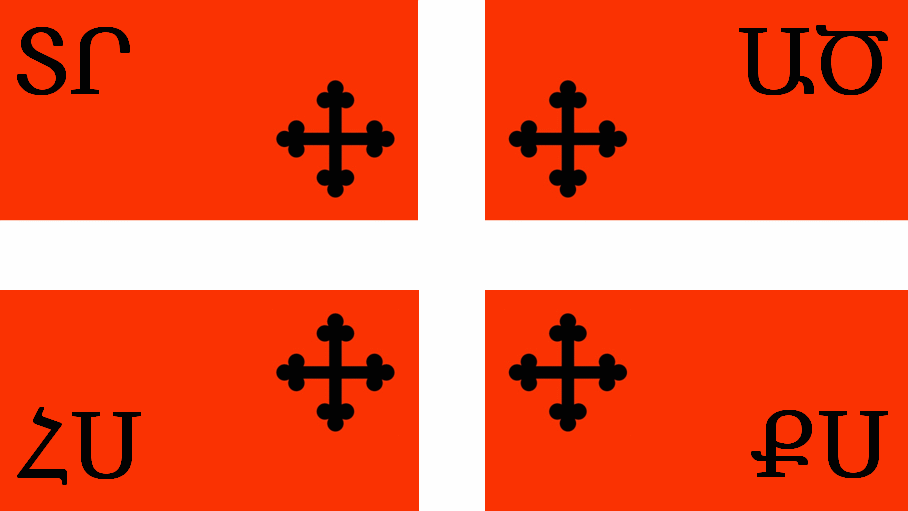
Étendard royal de la Principauté de Khachen (Royaume d'Artsakh) sous le règne du Grand Prince Hasan Jalal Vahtangian (1214-1261)

Hasan-Jalal a également tenté de renforcer ses alliances avec les Mongols en faisant épouser sa fille Rhuzukan à Bora Noyan, le fils d'un chef mongol. Cependant, les relations entre les Arméniens et les Mongols ont continué à se détériorer et le document délivré par le khan n'a pas tenu ses promesses.
Enfin, en 1260, Hasan-Jalal décida de s'allier aux forces du roi géorgien David Narin, qui menait une insurrection contre la domination mongole. Il a été capturé plusieurs fois par les Mongols mais sa famille a pu le libérer en payant une rançon. L'insurrection a finalement échoué et sous les ordres d'Arghun Khan, Hasan-Jalal a été arrêté une fois de plus et emmené à Qazvin, (maintenant en Iran ). Selon Kirakos Ganzaketsi, Rhuzukan a fait appel à la femme de Hulagu Khan, Doquz Khatun, pour faire pression sur Arghun afin qu'il libère son père. Cependant, comme Arghun Khan a appris cela, il a fait torturer Hasan-Jalal et finalement l'exécuter. Le fils de Hasan Jalal, Atabek, a envoyé plusieurs de ses hommes en Iran pour récupérer le corps démembré de son père, qui avait été jeté dans un puits. Après avoir été ramené, le corps a reçu des funérailles appropriées et a été enterré au monastère de Gandzasar.

## Règle familiale ultérieure
Après sa mort, la famille a tronqué le titre officiel de Hasan-Jalal en le plus court « Princes d'Artsakh ». Atabek a reçu l'ordre de Hulegu de prendre la place de son père et a occupé le poste jusqu'en 1306. Son cousin Vakhtank, dont les descendants deviendront la famille Melik-Avanyan, reçut le contrôle de la région de Dizak. Pour montrer leur relation avec Hasan-Jalal, ses descendants ont adopté Hasan-Jalal comme nom de famille et ont ajouté le suffixe -yan à la fin. La famille a financé de nombreux projets architecturaux et culturels qui existent encore aujourd'hui, notamment le monastère de Gandzasar et l'église adjacente Saint-Jean-Baptiste. À la fin du XVIe siècle, la famille s'est diversifiée et a établi des melikdoms dans des colonies à Jraberd, Khachen et Gulistan.

### Mouvement de libération
Pendant les guerres turco - perses des XVIIe et XVIIIe siècles, les meliks ont farouchement résisté et riposté aux incursions des deux camps. Dans le dernier quart du XVIIIe siècle, ils ont aidé les armées russes d'invasion à aider à nettoyer la région des Turcs et des Perses. Les Hasan-Jalalyans étaient l'une des plus importantes des familles melik qui ont pris la cause de libérer la région du contrôle étranger; le premier d'entre eux étant le Catholicos Yesayi Hasan-Jalalyan (? - 1728). En 1677, le catholicos arménien Hakob de Julfa avait tenu une réunion secrète avec les meliks du Karabakh, proposant qu'une délégation se rende en Europe pour recueillir un soutien pour la libération de la région. En 1711, Yesayi, accompagnant Israel Ori, se rendit en Russie pour recueillir du soutien pour la formation d'une armée arménienne sous Pierre le Grand. Ori, cependant, est mort en cours de route et Yesayi a rapidement pris la tête du mouvement. Il poursuivit les négociations avec Peter et, dans une lettre qui lui fut envoyée en 1718, promit le soutien d'une armée arménienne de 10 à 12 000 hommes ainsi que le soutien des forces géorgiennes voisines. Ses supplications se sont poursuivies jusqu'en 1724, lorsque le traité de Constantinople (1724) a été signé par Pierre le Grand qui a donné les régions peuplées de musulmans de l'est de la Transcaucasie à la Russie et les régions occidentales peuplées de chrétiens aux Turcs. Tous deux venaient de finir de conquérir des pans de territoire safavide comprenant de grandes parties du Caucase et de l'Anatolie orientale tandis que le royaume safavide se désintégrait dans une guerre civile. L'intérêt russe pour le Caucase s'est rapidement estompé après la mort de Pierre en 1725 lorsque ses dirigeants ont ramené leurs forces de l'autre côté de la rivière Terek. Les territoires gagnés par la Russie dans le Caucase du Nord et du Sud ont été cédés à l'Iran (maintenant dirigé par Nader Shah ) conformément aux traités de Resht et Ganja de 1732 et 1735, respectivement.
Alors que les Ottomans gagnaient temporairement les régions chrétiennes du royaume safavide en désintégration, Yesai a été blâmé pour cet échec par certains des chefs de l'armée arménienne alors qu'ils étaient forcés de se débrouiller seuls contre les invasions turques.[réf. nécessaire]
Du 17e siècle au début du 19e siècle, plusieurs branches cadettes des Hasan-Jalalyans ont été établies, dont la famille Melik-Atabekyan, qui est devenue les derniers dirigeants de la principauté de Jraberd. Allahverdi II Hasan-Jalalyan, décédé en 1813, était le dernier melik de Khachen lorsque l'Empire russe a pris le contrôle de la région en 1805 pendant la guerre russo-persane de 1804-1813. En 1828, à la suite de la fin de la seconde guerre russo-persane et de la cession des derniers territoires perses du Caucase du Sud à la Russie selon le traité de Turkmenchay, les Russes dissolvent le Catholicossat d'Albanie, bien que membre de la famille Hasan-Jalalyan., Balthasar, devint Primat d'Artsakh, ce qui équivalait à la position de Catholicos d'Albanie en tout sauf en nom.

## Hasan-Jalalyans aujourd'hui

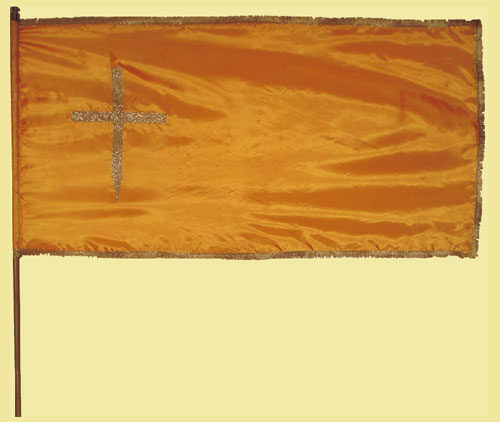
Le drapeau de la famille Hasan-Jalalyan aujourd'hui.

Au moment de la publication de l'article initial de Hewsen dans la revue Revue des Études Arméniennes, l'auteur n'a pu retrouver aucun survivant de la maison mais a noté que les deux derniers Catholicos d'Albanie, Hovhannes XII (1763-1786) et Sargis II (1794–1815), avait une douzaine de frères au total, tous qui laissèrent une "nombreuse progéniture au milieu du XIXe siècle". Il a également pu identifier une femme nommée Eleanora Hasan-Jalalyan qui vivait à Erevan en tant qu'artiste au tournant du 19e au 20e siècle. Plus tard, des sources soviétiques ont également répertorié la biographie de Ruben Hasan-Jalalyan (1840-1902), un écrivain, poète et avocat arménien qui a vécu dans l'Empire russe. Une personne, un homme du nom de Stepan Hasan Jalalyan de Drmbon, dans la région de Martakert du Haut-Karabakh, a été député à l'Assemblée nationale arménienne en tant que membre du Parti du patrimoine et a combattu pendant la première guerre du Haut-Karabakh,.
Plusieurs artefacts des Hasan-Jalalyans survivent jusqu'à aujourd'hui, y compris le poignard personnel de Hasan-Jalal, avec une inscription arménienne, qui est actuellement exposée au Musée de l'Ermitage à Saint-Pétersbourg.